# Wang Lei
Wang Lei (en chino: 王磊; Shanghái, 20 de marzo de 1981) es un deportista chino que compitió en esgrima, especialista en la modalidad de espada.
Participó en dos Juegos Olímpicos de Verano, obteniendo una medalla de plata en Atenas 2004, en la prueba individual, y el cuarto lugar en Pekín 2008, en el torneo por equipos. Ganó una medalla de oro en el Campeonato Mundial de Esgrima de 2006, en la prueba individual.

## Palmarés internacional
| Juegos Olímpicos   | Juegos Olímpicos | Juegos Olímpicos | Juegos Olímpicos  |
| Año                | Lugar            | Medalla          | Prueba            |
| ------------------ | ---------------- | ---------------- | ----------------- |
| 2004               | Atenas (Grecia)  | Medalla de plata | Espada individual |
| Campeonato Mundial |                  |                  |                   |
| Año                | Lugar            | Medalla          | Prueba            |
| 2006               | Turín (Italia)   | Medalla de oro   | Espada individual |